# Флаг Липецка
Флаг городского округа «Город Ли́пецк» Липецкой области Российской Федерации.

## Описание
«Флаг города Липецка представляет собой прямоугольное полотнище золотистого цвета. Отношение ширины флага к его длине 2:3. На полотнище, в соответствии с геральдическим описанием герба г. Липецка, изображена липа на зелёном холме, высота холма составляет 1/10 часть ширины полотнища, высота липы 7/10 ширины полотнища».

## Обоснование символики
Основной фигурой флага является дерево липы, делая таким образом флаг гласным. Дерево — древнейший символ братства и согласия, призывает распорядиться, определить стержень собственной жизни, прорасти «корнями» в землю, а «вершиной» коснуться неба.
Липа в геральдике — олицетворение сердечности и доброжелательности, аллегорически символизирует саму жизнь: липа всегда давала человеку одежду и обувь, укрытие и посуду, промышленные и музыкальные инструменты; чай из соцветий липы считается успокаивающим средством, а целебные свойства липового мёда не превзойдены.
Золото — это цвет солнца, богатства, зерна, плодородия, эликсира жизни, символизирует величие, уважение, прочность, интеллект, великолепие.
Зелёный цвет — символизирует весну, радость, надежду, природу, и здоровье.